# Dei Filius
Dei Filius – konstytucja dogmatyczna o wierze katolickiej ogłoszona 24 kwietnia 1870 roku przez sobór watykański, skierowana przeciw błędom doktrynalnym, a także przeciw racjonalizmowi i fideizmowi.
Dokument porusza cztery kwestie:
1. O Bogu stworzycielu wszystkich rzeczy.
2. O objawieniu
3. O wierze
4. O wierze i rozumie.

Zdaniem katolickiego historyka idei Georgesa Minois w konstytucji "Dei Filius" została uroczyście potwierdzona tradycyjna doktryna, która stanowiła podstawę relacji Kościół katolicki - nauka. Dokument ustalał następujące zasady:
- Wiara i rozum zawsze są ze sobą zgodne; nie może być między nimi sprzeczności.
- Złudzenie sprzeczności może wynikać ze złego przedstawienia dogmatu lub niepoprawnego rozumowania.
- Wszelkie rezultaty naukowe sprzeczne z wiarą są fałszywe i Kościół musi je odrzucić.
- Poszczególne nauki mają swobodę stosowania swoich metod, ale Kościół musi czuwać, aby nie popełniały błędów sprzecznych z wiarą.
- Wiara i rozum wspierają się wzajemnie i uzupełniają: rozum potwierdza prawdziwość wiary, a wiara chroni rozum od błędów.
- Wiara stoi ponad rozumem.
- Kościół nie zwalcza nauki ani techniki.
- Doktryna wiary została objawiona w kształcie niezmiennym raz na zawsze; wykluczona jest jakakolwiek ewolucja dogmatów; posłannictwo Kościoła polega na głoszeniu dogmatów, a nie ich dostosowywaniu do zmian w świecie; decyzje Kościoła są nieomylne.

Konstytucja podkreślała, że zgodnie z doktryną Kościoła katolickiego rozum zajmuje pozycję niższą w stosunku do wiary, gdyż nie wolno mu przekraczać granic wyznaczonych przez dogmaty.
Zgodnie ze zwyczajem do dokumentu są dołączone tzw. kanony, w których użyto formuły klątwy wobec osób używających zakazanych twierdzeń.

„Gdyby ktoś mówił, że nauki ludzkie można uprawiać z taka swobodą, że ich twierdzenia, nawet gdyby się sprzeciwiały nauce objawionej, mogą być przyjęte jako prawdziwe, a przez Kościół, nie mogą być odrzucone – niech będzie wyklęty.”

II Sobór Watykański obradujący w latach 1962-1965  uznał autonomię nauki. O relacji rozumu i wiary traktuje także encyklika Fides et ratio ogłoszona przez Jan Paweł II w 1998 r.